# Georg Friedrich von Seitz
Georg Friedrich von Seitz, född 16 februari 1740 i Frankenstein, Schlesien, död 13 oktober 1830 i Landskrona, var en svensk underofficer och tysk-romersk adelsman.

## Biografi
von Seitz föddes i Schlesien 1740 och hans familj flydde troligen från de Schlesiska krigen som startade samma år. 1751 befann sig von Seitz i Stralsund och han skrevs in som volontär vid Posseska regementet som hade satts upp året innan (1749). Den 18 juni 1749 hade han dessutom blivit upphöjd till adelsman i det Tysk-romerska riket.
Han blev rustmästare vid regementet den 29 april 1758 och därefter befordrades han till förare den 1 maj 1761. Under denna tid deltog han säkerligen i det Pommerska kriget, vars fokus var i och runt staden Stralsund. 1766 lades det Posseska regementet ner, och han gick därför mellan åren 1766 och 1773 i tjänst för hertigdömet Mecklenburg-Schwerin, som låg nära Svenska Pommern och Stralsund.
Vid sin återkomst till Sverige 1773 utnämndes han den 17 maj till förare vid Konungens eget värvade regemente som var förlagt i Landskrona. Den 28 augusti 1778 befordrades han till fältväbel. 1788 utbröt Gustav III:s ryska krig och von Seitz deltog med sitt regemente. 1789 erhöll han tapperhetsmedalj då han undfick Distinktionstecknet för tapperhet till sjöss, det är dock oklart för vilken drabbning. 1791 blev han åter belönad med tapperhetsmedalj då han emottog Svensksundsmedaljen i silver för sina insatser under Slaget vid Svensksund.
När kriget avslutades 1790 återvände von Seitz till Landskrona där han den 5 maj 1795 utnämndes till bataljonsadjutant, en tjänst han kvarstod i fram till dess att regementet upplöstes den 18 maj 1829. von Seitz hade då tjänat i den svenska krigsmakten under hela 77 år.
von Seitz avled den 13 oktober 1830 i Landskrona.

## Utmärkelser
- Distinktionstecknet för tapperhet till sjöss - 1789
- Svensksundsmedaljen i silver - 1791

### Digitala
- Forum Navale nr 31, sid 135